# Бубањ (језеро)
Језеро Бубањ је језеро које се налази у урбаној зони Крагујевца, 1 km удаљено од центра града. Једно је од три језера која се налазе на подручју Крагујевца. Осим близине урбане зоне јединствено је и по томе што његов облик подсећа на срце.

## Основни подаци
Језеро Бубањ спада у вештачка језера али је настало природним путем. Акумулација је настала на простору бивше циглане 70-их година 20. века. Напаја се са јаког извора Бубањ и падавинама. Настало је од неколико мањих бара које су временом расле, све док се нису спојиле у водену површину каква је данас. Површине је преко 3,5 ha и просечне дубине је око 1 m.
Језеро се налази у градској урбаној зони, удаљено само око 1 километар од центра града, са десне стране пута, којим се из правца Баточине улази у град.
Име је језеро, као и део града у ком се налази, добило по Бубањ чесми, споменику културе, једном од најстаријих и најлепших споменика старог Крагујевца, која се налази у непосредној близини.

## Живи свет у језеру и око њега
Последњих година врши се порибљавање језера. Најдоминантније врсте риба су штука, бодорка, шаран, караш, сом, амур, а присутно је и амерички патуљасти сомић или цверглан. Насељавају га и различите врсте птица, међу којима су најчешће дивља патка и црна лиска. Околна вегетација је самоникала и вештачки подигнута и чине је углавном дрвенасте врсте и барске биљке.

## Туристички и рекреативни потенцијал
Језеро Бубањ идеално је место за одмор и рекреацију, а веома је популарно међу риболовцима. Према плановима Градске управе предвиђено је преуређење простора око језера, како би ово место постало парк и излетиште, омиљено место за одмор становника Крагујевца. Планирани простор обухвата површину од 1.805 . Простор будућег парка осмишљен је тако да се сама водена површина језера имплементира у савремен карактер обликовања, уз радијално пружање функција око језера, намењених различитим типовима корисника простора. Планирана је изградња пешачких и бициклистичких стаза, трим подлоге, платформе за риболов, дечјег авантура парка, садржаја за рекреацију одраслих и старих лица, терена за мини голф, и других. Пројектом се предвиђа и хортикултурно уређење и озелењавање површина.
- Галерија слика